# Oxilus
Oxilus is een kevergeslacht uit de familie van de boktorren (Cerambycidae). De wetenschappelijke naam van het geslacht werd voor het eerst geldig gepubliceerd in 1860 door Buquet.

## Soorten
Oxilus omvat de volgende soorten:
- Oxilus boulardi Quentin & Villiers, 1979
- Oxilus eggeri Adlbauer, 2009
- Oxilus elegans (Fairmaire, 1887)
- Oxilus flavicornis Villiers, 1974
- Oxilus fuliginosus (Müller, 1941)
- Oxilus gazella (Jordan, 1903)
- Oxilus koczkai Mourglia, 1991
- Oxilus lomii (Müller, 1941)
- Oxilus manzonii (Gestro, 1889)
- Oxilus mozambicus Villiers, 1974
- Oxilus paolii (Capra, 1957)
- Oxilus terminatus Buquet, 1860
- Oxilus zambianus Mourglia, 1991